# Convocazioni alla FIFA Futsal World Cup 2012
Lista dei convocati al FIFA Futsal World Cup 2012.

## Gruppo A

### Thailandia
Allenatore:  Victor Hermans
| N. | Pos. | Giocatore             | Data nascita (età)         | Pres. | Reti | Squadra        |
| -- | ---- | --------------------- | -------------------------- | ----- | ---- | -------------- |
| 1  | P    | Prakit Dankhuntod     | 30 dicembre 1983 (28 anni) |       |      | Port           |
| 2  | D    | Konghla Lhekhla       | 10 maggio 1986 (26 anni)   |       |      | Surat Thani    |
| 3  | D    | Natee Jeepon          | 28 ottobre 1986 (26)       |       |      | Lampang        |
| 4  | D    | Piyapan Rattana       | 16 luglio 1985 (27)        |       |      | Port           |
| 5  | I    | Jirawat Sornwichian   | 25 ottobre 1988 (24)       |       |      | Surat Thani    |
| 6  | I    | Thananchai Chomboon   | 26 giugno 1985 (27)        |       |      | CAT Telecom    |
| 7  | I    | Kritsada Wongkaeo     | 29 aprile 1988 (24)        |       |      | G.H. Bank RBAC |
| 8  | PV   | Jetsada Chudech       | 20 febbraio 1989 (23)      |       |      | Rajnavy        |
| 9  | PV   | Suphawut Thueanklang  | 14 luglio 1989 (23)        |       |      | G.H. Bank RBAC |
| 10 | PV   | Apiwat Chaemcharoen   | 31 marzo 1991 (21)         |       |      | Lampang        |
| 11 | I    | Nattawut Madyalan     | 12 aprile 1990 (22)        |       |      | Port           |
| 12 | P    | Surapong Tompa        | 25 novembre 1978 (33)      |       |      | Rajnavy        |
| 13 | PV   | Aref Ahamah           | 15 gennaio 1987 (25)       |       |      | Port           |
| 14 | I    | Kiattiyos Chalaemkhet | 2 novembre 1989 (21)       |       |      | G.H. Bank RBAC |

### Costa Rica
Allenatore:  Diego Solís
| N. | Pos. | Giocatore          | Data nascita (età)         | Pres. | Reti | Squadra               |
| -- | ---- | ------------------ | -------------------------- | ----- | ---- | --------------------- |
| 1  | P    | Jairo Toruno       | 22 novembre 1983 (28 anni) |       |      | T Shirt Mundo         |
| 2  | PV   | Adonay Vindas      | 25 ottobre 1985 (27 anni)  |       |      | AD Borussia           |
| 3  | P    | Justin Wallace     | 28 maggio 1985 (27 anni)   |       |      | Barrio Peralta        |
| 4  | PV   | Luis Navarrete     | 25 agosto 1991 (21 anni)   |       |      | Municipal Alajuela    |
| 5  | D    | Edwin Cubillo      | 23 agosto 1987 (25 anni)   |       |      | AD Borussia           |
| 6  | PV   | Jorge Arias        | 13 febbraio 1984 (28 anni) |       |      | T Shirt Mundo         |
| 7  | D    | Alejandro Paniagua | 20 maggio 1986 (26 anni)   |       |      | Barrio Peralta        |
| 8  | PV   | Jose Guevara       | 16 marzo 1991 (21 anni)    |       |      | Barrio Peralta        |
| 9  | D    | Marco Carvajal     | 2 dicembre 1981 (30 anni)  |       |      | Goicoechea - Extremos |
| 10 | PV   | Michael Cordoba    | 1º giugno 1983 (29 anni)   |       |      | Goicoechea - Extremos |
| 11 | PV   | Aaron Jerez        | 24 febbraio 1982 (30 anni) |       |      | Paraíso               |
| 12 | PV   | Diego Zuniga       | 11 luglio 1990 (22 anni)   |       |      | T Shirt Mundo         |
| 13 | PV   | Erick Brenes       | 16 dicembre 1989 (22 anni) |       |      | Paraíso               |
| 14 | P    | Alvaro Santamaria  | 1º aprile 1988 (24 anni)   |       |      | Barrio Peralta        |

### Ucraina
Allenatore:  Gennadiy Lisenchuk
| N. | Pos. | Giocatore          | Data nascita (età)          | Pres. | Reti | Squadra                  |
| -- | ---- | ------------------ | --------------------------- | ----- | ---- | ------------------------ |
| 1  | P    | Jevhen Ivanjak     | 28 settembre 1982 (30 anni) |       |      | Lokomotyv Charkiv        |
| 2  | PV   | Mykhaylo Romanov   | 21 luglio 1983 (29 anni)    |       |      | Politech San Pietroburgo |
| 3  | D    | Stepan Struk       | 12 dicembre 1984 (27 anni)  |       |      | Enerhija Leopoli         |
| 4  | I    | Serhij Žurba       | 14 marzo 1987 (25 anni)     |       |      | Lokomotyv Charkiv        |
| 5  | PV   | Dmytro Sorokin     | 14 luglio 1988 (24 anni)    |       |      | Lokomotyv Charkiv        |
| 6  | I    | Serhij Čepornjuk   | 18 aprile 1982 (30 anni)    |       |      | Enerhija Leopoli         |
| 7  | D    | Maksym Pavlenko    | 15 settembre 1975 (37 anni) |       |      | Enerhija Leopoli         |
| 8  | PV   | Ievgen Rogachov    | 30 agosto 1983 (29 anni)    |       |      | Enerhija Leopoli         |
| 9  | I    | Dmytro Fedorchenko | 31 maggio 1986 (26 anni)    |       |      | Lokomotyv Charkiv        |
| 10 | I    | Petro Šoturma      | 27 giugno 1992 (20 anni)    |       |      | Uragan                   |
| 11 | PV   | Denys Ovsiannikov  | 10 dicembre 1984 (27 anni)  |       |      | Enerhija Leopoli         |
| 12 | P    | Kyrylo Cypun       | 30 luglio 1987 (25 anni)    |       |      | Uragan                   |
| 13 | D    | Oleksandr Sorokin  | 13 agosto 1987 (25 anni)    |       |      | Lokomotyv Charkiv        |
| 14 | P    | Dmytro Lytvynenko  | 16 aprile 1987 (25 anni)    |       |      | Lokomotyv Charkiv        |

### Paraguay
Allenatore:  Ferretti
| N. | Pos. | Giocatore           | Data nascita (età) | Pres. | Reti | Squadra            |
| -- | ---- | ------------------- | ------------------ | ----- | ---- | ------------------ |
| 1  | P    | Carlos Espínola     | 6 aprile 1981      |       |      | Pablo Rojas        |
| 2  | I    | Enmanuel Ayala      | 3 dicembre 1985    |       |      | Canottieri Lazio   |
| 3  | D    | Fabio Alcaraz       | 7 gennaio 1982     |       |      | Lazio              |
| 4  | I    | Gabriel Ayala       | 3 dicembre 1985    |       |      | Canottieri Lazio   |
| 5  | D    | Jose Luis Santander | 10 aprile 1981     |       |      | Star's Club Futsal |
| 6  | I    | Javier Adolfo Salas | 22 settembre 1993  |       |      | Venezia            |
| 7  | D    | Óscar Velázquez     | 26 maggio 1984     |       |      | Montesilvano       |
| 8  | PV   | Nelson Lezcano      | 18 ottobre 1987    |       |      | Villa Hayes Futsal |
| 9  | I    | Juan Adrián Salas   | 20 ottobre 1990    |       |      | Lazio              |
| 10 | PV   | Walter Villalba     | 22 ottobre 1977    |       |      | Afemec Futsal      |
| 11 | P    | Luis Molinas        | 16 febbraio 1987   |       |      | Cerro Porteño      |
| 12 | I    | Marcos Benítez      | 17 febbraio 1985   |       |      | Pescara            |
| 13 | P    | Gabriel Gimenez     | 29 giugno 1984     |       |      | Star's Club Futsal |
| 14 | I    | René Villalba       | 8 luglio 1981      |       |      | Afemec Futsal      |

## Gruppo B

### Spagna
Allenatore:  Venancio López
| N. | Pos. | Giocatore          | Data nascita (età) | Pres. | Reti | Squadra       |
| -- | ---- | ------------------ | ------------------ | ----- | ---- | ------------- |
| 1  | P    | Cristian Domínguez | 27 agosto 1982     | 53    | 0    | Barcellona    |
| 2  | D    | Carlos Ortiz       | 3 ottobre 1983     | 52    | 20   | Inter         |
| 3  | D    | Jesús Aicardo      | 4 dicembre 1988    |       |      | Barcellona    |
| 4  | I    | Jordi Torrás       | 24 settembre 1980  | 85    | 49   | Barcellona    |
| 5  | PV   | Fernandão          | 16 agosto 1980     | 31    | 28   | Barcellona    |
| 6  | I    | Álvaro Aparicio    | 29 settembre 1979  | 82    | 32   | Inter         |
| 7  | I    | Miguelín           | 9 maggio 1985      | 0     | 0    | ElPozo Murcia |
| 8  | D    | Kike Boned         | 4 maggio 1978      | 149   | 73   | ElPozo Murcia |
| 9  | I    | Sergio Lozano      | 9 novembre 1988    | 1     | 2    | Barcellona    |
| 10 | PV   | Borja Blanco       | 16 novembre 1984   | 69    | 24   | Marca         |
| 11 | I    | Lin                | 16 maggio 1986     |       |      | Barcellona    |
| 12 | P    | Juanjo Angosto     | 19 agosto 1985     | 63    | 0    | Inter         |
| 13 | P    | Rafael Fernández   | 13 giugno 1980     |       |      | ElPozo Murcia |
| 14 | PV   | Alemão             | 25 giugno 1976     |       |      | Dina Mosca    |

### Iran
Allenatore:  Ali Sanei
| N. | Pos. | Giocatore          | Data nascita (età) | Pres. | Reti | Squadra           |
| -- | ---- | ------------------ | ------------------ | ----- | ---- | ----------------- |
| 1  | P    | Alireza Samimi     | 29 giugno 1987     |       |      | Melli Haffari     |
| 2  | D    | Ali Kiaei          | 20 aprile 1987     |       |      | Mansouri Gharchak |
| 3  | I    | Ali Rahnama        | 21 maggio 1985     |       |      | Mansouri Gharchak |
| 4  | D    | Mohammad Keshavarz | 5 luglio 1982      |       |      | Giti Pasand       |
| 5  | D    | Hamid Ahmadi       | 24 novembre 1988   |       |      | Mansouri Gharchak |
| 6  | I    | Afshin Kazemi      | 23 novembre 1986   |       |      | Giti Pasand       |
| 7  | I    | Ali Hassanzadeh    | 2 novembre 1987    |       |      | Saba Qom          |
| 8  | I    | Mostafa Tayyebi    | 9 giugno 1987      |       |      | Mansouri Gharchak |
| 9  | PV   | Masoud Daneshvar   | 30 gennaio 1988    |       |      | Arjan Shiraz      |
| 10 | PV   | Mohammad Taheri    | 2 maggio 1985      |       |      | Mansouri Gharchak |
| 11 | PV   | Hossein Tayebi     | 29 settembre 1988  |       |      | Giti Pasand       |
| 12 | P    | Mostafa Nazari     | 11 dicembre 1982   |       |      | Dabiri            |
| 13 | I    | Ahmad Esmaeilpour  | 8 settembre 1988   | 25    |      | Giti Pasand       |
| 14 | P    | Sepehr Mohammadi   | 8 agosto 1989      |       |      | Giti Pasand       |

### Panama
Allenatore:  Agustin Campuzano
| N. | Pos. | Giocatore         | Data nascita (età)          | Pres. | Reti | Squadra     |
| -- | ---- | ----------------- | --------------------------- | ----- | ---- | ----------- |
| 1  | P    | Valencio Parks    | 28 marzo 1987 (25 anni)     |       |      | Curundu     |
| 2  | D    | Miguel Bello      | 18 settembre 1981 (31 anni) |       |      | Perejil     |
| 3  | I    | Oscar Hinks       | 20 settembre 1985 (27 anni) |       |      | San Martin  |
| 4  | D    | Augusto Harrison  | 13 dicembre 1976 (35 anni)  |       |      | San Martin  |
| 5  | I    | Fernando Mena     | 8 agosto 1990 (22 anni)     |       |      | Perejil     |
| 6  | D    | Edgar Rivas       | 21 aprile 1989 (23 anni)    |       |      | Santa Marta |
| 7  | I    | Claudio Goodridge | 2 gennaio 1990 (22 anni)    |       |      | Santa Marta |
| 8  | I    | Carlos Perez      | 29 agosto 1986 (26 anni)    |       |      | Perejil     |
| 9  | PV   | Miguel Lasso      | 3 dicembre 1985 (26 anni)   |       |      | Chorrillo   |
| 10 | I    | Alquis Alvarado   | 13 gennaio 1986 (26 anni)   |       |      | San Martin  |
| 11 | PV   | Apolinar Galvez   | 14 novembre 1976 (35 anni)  |       |      | Samaria     |
| 12 | P    | Jaime Londono     | 18 gennaio 1991 (21 anni)   |       |      | Suntracs    |
| 13 | I    | Michael De Leon   | 1º marzo 1989 (23 anni)     |       |      | San Martin  |
| 14 | PV   | Enrique Valdes    | 19 agosto 1982 (30 anni)    |       |      | La Turin    |

### Marocco
Allenatore:  Hicham Dguig
| N. | Pos. | Giocatore          | Data nascita (età)          | Pres. | Reti | Squadra             |
| -- | ---- | ------------------ | --------------------------- | ----- | ---- | ------------------- |
| 1  | P    | Rabie Zaari        | 26 luglio 1981 (31 anni)    |       |      | KAC Kenitra         |
| 2  | PV   | Soufiane El Mesrar | 5 giugno 1990 (22 anni)     |       |      | Dynamo Kénitra      |
| 3  | I    | Hatim Ouahabi      | 26 giugno 1988 (24 anni)    |       |      | Ajax Tetouan        |
| 4  | D    | Mohammed Dahou     | 20 giugno 1984 (28 anni)    |       |      | Ajax Tanger         |
| 5  | I    | Youssef El Mazray  | 1º luglio 1987 (25 anni)    |       |      | Feth Sportif Settat |
| 6  | PV   | Yahya Baya         | 23 gennaio 1979 (33 anni)   |       |      | KAC Kenitra         |
| 7  | I    | Bilal Assoufi      | 14 settembre 1988 (24 anni) |       |      | Ajax Tanger         |
| 8  | PV   | Adil Habil         | 27 maggio 1982 (30 anni)    |       |      | KAC Kenitra         |
| 9  | D    | Mohammed Talibi    | 19 novembre 1983 (28 anni)  |       |      | Jeunesse Khouribga  |
| 10 | PV   | Aziz Derrou        | 6 giugno 1986 (26 anni)     |       |      | KAC Kenitra         |
| 11 | I    | Anouar Chrayeh     | 20 luglio 1985 (27 anni)    |       |      | Ajax Tanger         |
| 12 | P    | Adil El Bettachi   | 6 marzo 1981 (31 anni)      |       |      | Jeunesse Khouribga  |
| 13 | PV   | Yahya Jabrane      | 18 giugno 1991 (21 anni)    |       |      | Feth Sportif Settat |
| 14 | P    | Younes Kelkaghi    | 19 settembre 1985 (27 anni) |       |      | Ajax Tanger         |

## Gruppo C

### Brasile
Allenatore:  Marcos Sorato
| N. | Pos. | Giocatore    | Data nascita (età)         | Pres. | Reti | Squadra        |
| -- | ---- | ------------ | -------------------------- | ----- | ---- | -------------- |
| 1  | P    | Guitta       | 11 giugno 1987 (25 anni)   |       |      | Intelli        |
| 2  | P    | Tiago        | 9 marzo 1981 (31 anni)     |       |      | Joinville      |
| 3  | P    | Franklin     | 18 maggio 1971 (41 anni)   |       |      | Corinthians    |
| 4  | PV   | Ari Santos   | 6 marzo 1982 (30 anni)     |       |      | Barcellona     |
| 5  | I    | Rafael Rato  | 16 giugno 1983 (29 anni)   |       |      | Inter          |
| 6  | I    | Gabriel Dias | 17 novembre 1980 (31 anni) |       |      | Barcellona     |
| 7  | I    | Vinícius     | 31 dicembre 1977 (34 anni) |       |      | Intelli        |
| 8  | I    | Leandro Simi | 29 ottobre 1977 (35 anni)  |       |      | Corinthians    |
| 9  | PV   | Jé           | 5 novembre 1983 (28 anni)  |       |      | Intelli        |
| 10 | PV   | Fernandinho  | 1º luglio 1983 (29 anni)   |       |      | Dinamo Mosca   |
| 11 | D    | Dovenir Neto | 5 settembre 1981 (31 anni) |       |      | Joinville      |
| 12 | I    | Falcão       | 8 giugno 1977 (35 anni)    |       |      | Intelli        |
| 13 | PV   | Wilde        | 14 aprile 1981 (31 anni)   |       |      | Barcellona     |
| 14 | D    | Rodrigo      | 7 giugno 1984 (28 anni)    |       |      | Carlos Barbosa |

### Giappone
Allenatore:  Miguel Rodrigo
| N. | Pos. | Giocatore          | Data nascita (età)         | Pres. | Reti | Squadra         |
| -- | ---- | ------------------ | -------------------------- | ----- | ---- | --------------- |
| 1  | P    | Hisamitsu Kawahara | 24 novembre 1978 (33 anni) |       |      | Nagoya Oceans   |
| 2  | P    | Jun Fujiwara       | 23 novembre 1982 (29 anni) |       |      | Bardral Urayasu |
| 3  | D    | Wataru Kitahara    | 2 agosto 1982 (30 anni)    |       |      | Nagoya Oceans   |
| 4  | D    | Yusuke Komiyama    | 22 dicembre 1979 (32 anni) |       |      | Bardral Urayasu |
| 5  | D    | Tetsuya Murakami   | 8 agosto 1967 (45 anni)    |       |      | Shriker Osaka   |
| 6  | I    | Nobuya Osodo       | 28 giugno 1983 (29 anni)   |       |      | Vasagey Oita    |
| 7  | I    | Kaoru Morioka      | 7 aprile 1979 (33 anni)    |       |      | Nagoya Oceans   |
| 8  | PV   | Kensuke Takahashi  | 8 maggio 1982 (30 anni)    |       |      | Bardral Urayasu |
| 9  | PV   | Shota Hoshi        | 17 novembre 1985 (26 anni) |       |      | Bardral Urayasu |
| 10 | I    | Kenichiro Kogure   | 11 novembre 1979 (32 anni) |       |      | Nagoya Oceans   |
| 11 | PV   | Kazuyoshi Miura    | 26 febbraio 1967 (45 anni) |       |      | Yokohama FC     |
| 12 | P    | Toru Fukimbara     | 18 ottobre 1982 (30 anni)  |       |      | Deução Kobe     |
| 13 | I    | Rafael Henmi       | 30 luglio 1992 (20 anni)   |       |      | Nagoya Oceans   |
| 14 | I    | Kotaro Inaba       | 22 dicembre 1982 (29 anni) |       |      | Bardral Urayasu |

### Libia
Allenatore:  Pablo Prieto
| N. | Pos. | Giocatore              | Data nascita (età)         | Pres. | Reti | Squadra               |
| -- | ---- | ---------------------- | -------------------------- | ----- | ---- | --------------------- |
| 1  | P    | Yousef Bensaed         | 31 ottobre 1983 (29 anni)  |       |      | Adhahra               |
| 2  | D    | Ahmed Faraj Hussein    | 22 dicembre 1987 (24 anni) |       |      | Al Amen               |
| 3  | PV   | Bader Hasan Ahmed      | 1º ottobre 1987 (25 anni)  |       |      | Al Jazera Sabha       |
| 4  | D    | Mohamed Rageb Ali      | 12 ottobre 1987 (25 anni)  |       |      | Al-Ittihad Tripoli    |
| 5  | PV   | Abdusalam Sherad Sabie | 20 novembre 1990 (21 anni) |       |      | Al-Ittihad Tripoli    |
| 6  | PV   | Rabie Abdel            | 19 giugno 1985 (27 anni)   |       |      | Nessun club affiliato |
| 7  | PV   | Reda Fathe             | 20 gennaio 1986 (26 anni)  |       |      | Al-Ahly Bengasi       |
| 8  | I    | Husam Al Wahishi       | 28 luglio 1986 (26 anni)   |       |      | Al-Ahly Bengasi       |
| 9  | PV   | Ahmed Fathe            | 18 dicembre 1987 (24 anni) |       |      | Al-Ahly Bengasi       |
| 10 | D    | Mohamed Rahoma Ahmed   | 5 maggio 1984 (28 anni)    |       |      | Nessun club affiliato |
| 11 | I    | Younis Shames          | 11 giugno 1991 (21 anni)   |       |      | Al Tersana            |
| 12 | P    | Ramzi Al Sharif        | 28 novembre 1988 (23 anni) |       |      | Al-Ahly Bengasi       |
| 13 | PV   | Salem Aghila           | 24 dicembre 1989 (22 anni) |       |      | Al Khutut             |
| 14 | P    | Husam Altumi           | 28 dicembre 1990 (21 anni) |       |      | Adhahra               |

### Portogallo
Allenatore:  Jorge Braz
| N. | Pos. | Giocatore         | Data nascita (età)         | Pres. | Reti | Squadra       |
| -- | ---- | ----------------- | -------------------------- | ----- | ---- | ------------- |
| 1  | P    | João Benedito     | 7 ottobre 1978 (34 anni)   |       |      | Sporting CP   |
| 2  | PV   | Paulinho          | 12 marzo 1983 (29 anni)    |       |      | Sporting CP   |
| 3  | PV   | Fernando Leitão   | 3 gennaio 1981 (31 anni)   |       |      | Sporting CP   |
| 4  | PV   | Pedro Cary        | 10 maggio 1984 (28 anni)   |       |      | Sporting CP   |
| 5  | I    | Nandinho          | 18 dicembre 1982 (29 anni) |       |      | Modicus       |
| 6  | I    | Arnaldo Pereira   | 16 giugno 1979 (33 anni)   |       |      | Nikars        |
| 7  | PV   | Fernando Cardinal | 26 giugno 1985 (27 anni)   |       |      | Rio Ave       |
| 8  | I    | Djô               | 11 gennaio 1988 (24 anni)  |       |      | Sporting CP   |
| 9  | D    | Gonçalo Alves     | 1º luglio 1977 (35 anni)   |       |      | SL Benfica    |
| 10 | I    | Ricardinho        | 3 settembre 1985 (27 anni) |       |      | Nagoya Oceans |
| 11 | D    | João Matos        | 21 febbraio 1987 (25 anni) |       |      | Sporting CP   |
| 12 | P    | Bebé              | 19 maggio 1983 (29 anni)   |       |      | SL Benfica    |
| 13 | I    | Marinho           | 30 marzo 1985 (27 anni)    |       |      | SL Benfica    |
| 14 | P    | André Sousa       | 25 febbraio 1986 (26 anni) |       |      | Operário      |

## Gruppo D

### Argentina
Allenatore:  Fernando Larrañaga
| N. | Pos. | Giocatore          | Data nascita (età) | Pres. | Reti | Squadra            |
| -- | ---- | ------------------ | ------------------ | ----- | ---- | ------------------ |
| 1  | P    | Santiago Elías     | 2 febbraio 1983    |       |      | Pinocho            |
| 2  | D    | Damián Stazzone    | 31 gennaio 1986    |       |      | Latina             |
| 3  | I    | Matías Lucuix      | 20 novembre 1985   |       |      | Inter              |
| 4  | D    | Pablo Belsito      | 29 marzo 1986      |       |      | Gruppo Fassina     |
| 5  | I    | Pablo Taborda      | 3 settembre 1986   |       |      | Boca Juniors       |
| 6  | I    | Maximiliano Rescia | 29 ottobre 1987    |       |      | Futsal Samb        |
| 7  | I    | Leandro Cuzzolino  | 21 maggio 1987     |       |      | Montesilvano       |
| 8  | I    | Hernán Garcias     | 2 giugno 1978      |       |      | Asti               |
| 9  | PV   | Cristian Borruto   | 7 maggio 1987      |       |      | Montesilvano       |
| 10 | PV   | Martín Amas        | 25 ottobre 1984    |       |      | Manacor            |
| 11 | I    | Santiago Basile    | 25 luglio 1988     |       |      | Boca Juniors       |
| 12 | P    | Matías Quevedo     | 11 marzo 1984      |       |      | Ferro Carril Oeste |
| 13 | PV   | Alamiro Vaporaki   | 1º dicembre 1983   |       |      | Boca Juniors       |
| 14 | PV   | Alan Calo          | 6 aprile 1987      |       |      | Pinocho            |

### Messico
Allenatore:  Ramon Raya
| N. | Pos. | Giocatore       | Data nascita (età)          | Pres. | Reti | Squadra               |
| -- | ---- | --------------- | --------------------------- | ----- | ---- | --------------------- |
| 1  | P    | Alonso Saavedra | 8 novembre 1980 (31 anni)   |       |      | Nessun club affiliato |
| 2  | I    | Angel Rodriguez | 21 febbraio 1985 (27 anni)  |       |      | Nessun club affiliato |
| 3  | D    | Benjamin Mosco  | 2 settembre 1985 (27 anni)  |       |      | Nessun club affiliato |
| 4  | D    | Francisco Cati  | 18 dicembre 1981 (30 anni)  |       |      | Nessun club affiliato |
| 5  | D    | Adrian Gonzalez | 21 marzo 1986 (26 anni)     |       |      | Nessun club affiliato |
| 6  | I    | Miguel Limon    | 6 agosto 1985 (27 anni)     |       |      | Nessun club affiliato |
| 7  | I    | Jorge Rodríguez | 4 maggio 1983 (29 anni)     |       |      | Nessun club affiliato |
| 8  | I    | Victor Quiroz   | 8 settembre 1976 (36 anni)  |       |      | Wichita Wings         |
| 9  | PV   | Carlos Ramírez  | 6 novembre 1976 (35 anni)   |       |      | Nessun club affiliato |
| 10 | I    | Gustavo Rosales | 26 febbraio 1981 (31 anni)  |       |      | Nessun club affiliato |
| 11 | I    | Morgan Plata    | 11 dicembre 1981 (30 anni)  |       |      | Nessun club affiliato |
| 12 | P    | Miguel Estrada  | 11 luglio 1983 (29 anni)    |       |      | Nessun club affiliato |
| 13 | I    | Jorge Quiroz    | 29 settembre 1981 (31 anni) |       |      | Nessun club affiliato |
| 14 | PV   | Omar Cervantes  | 27 settembre 1985 (27 anni) |       |      | Nessun club affiliato |

### Italia
Allenatore:  Roberto Menichelli
| N. | Pos. | Giocatore          | Data nascita (età) | Pres. | Reti | Squadra              |
| -- | ---- | ------------------ | ------------------ | ----- | ---- | -------------------- |
| 1  | P    | Stefano Mammarella | 2 febbraio 1984    | 44    | 0    | Montesilvano         |
| 2  | I    | Marco Ercolessi    | 15 maggio 1986     | 44    | 2    | Marca Futsal         |
| 3  | D    | Márcio Forte       | 23 aprile 1977     | 80    | 19   | Lazio                |
| 4  | I    | Sergio Romano      | 28 agosto 1986     | 50    | 4    | Cogianco Genzano     |
| 5  | I    | Luca Leggiero      | 11 novembre 1984   | 6     | 1    | Sport Five Putignano |
| 6  | I    | Humberto Honorio   | 21 luglio 1983     | 16    | 6    | Luparense            |
| 7  | PV   | Giuseppe Mentasti  | 6 luglio 1991      | 3     | 0    | Cogianco Genzano     |
| 8  | PV   | Rodolfo Fortino    | 30 aprile 1983     | 32    | 17   | Asti                 |
| 9  | PV   | Alex Merlim        | 15 luglio 1986     | 3     | 0    | Luparense            |
| 10 | PV   | Vampeta            | 18 luglio 1984     | 44    | 33   | Asti                 |
| 11 | D    | Saad Assis         | 26 luglio 1979     | 61    | 28   | Barcellona           |
| 12 | P    | Valerio Barigelli  | 19 ottobre 1982    | 46    | 0    | Lazio                |
| 13 | I    | Gabriel Lima       | 9 agosto 1987      | 43    | 15   | Asti                 |
| 22 | P    | Michele Miarelli   | 29 aprile 1984     | 8     | 0    | Cogianco Genzano     |
|    | PV   | Alessandro Patias  | 8 luglio 1985      | 31    | 15   | Asti                 |

### Australia
Allenatore:  Steven Knight
| N. | Pos. | Giocatore           | Data nascita (età)          | Pres. | Reti | Squadra                 |
| -- | ---- | ------------------- | --------------------------- | ----- | ---- | ----------------------- |
| 1  | P    | Peter Spathis       | 9 aprile 1981 (31 anni)     |       |      | East Coast Heat         |
| 2  | D    | Aaron Cimitile      | 8 aprile 1991 (21 anni)     |       |      | East Coast Heat         |
| 3  | D    | Jarrod Basger       | 9 febbraio 1991 (21 anni)   |       |      | Maccabi Hakoah          |
| 4  | I    | Gregory Giovenali   | 14 agosto 1987 (25 anni)    |       |      | Dural Warriors          |
| 5  | D    | Nathan Niski        | 24 maggio 1993 (19 anni)    |       |      | Dural Warriors          |
| 6  | PV   | Daniel Fogarty      | 10 gennaio 1991 (21 anni)   |       |      | West City Crusaders     |
| 7  | D    | Tobias Seeto        | 26 marzo 1988 (24 anni)     |       |      | Dural Warriors          |
| 8  | PV   | Fernando de Moraes  | 21 gennaio 1980 (32 anni)   |       |      | Victoria Vipers         |
| 9  | PV   | Chris Zeballos      | 16 giugno 1986 (26 anni)    |       |      | East Coast Heat         |
| 10 | PV   | Lachlan Wright      | 6 febbraio 1981 (31 anni)   |       |      | Enfield Rovers          |
| 11 | I    | Danny Ngaluafe      | 18 giugno 1987 (25 anni)    |       |      | Nessun club affiliato   |
| 12 | P    | Gavin O Brien       | 30 settembre 1977 (35 anni) |       |      | Campbelltown City Quake |
| 13 | P    | Angelo Konstantinou | 8 novembre 1978 (33 anni)   |       |      | Boomerangs              |
| 14 | I    | Keenan Duimpies     | 12 dicembre 1989 (22 anni)  |       |      | Nessun club affiliato   |

## Gruppo E

### Egitto
Allenatore:  Badr Khalil
| N. | Pos. | Giocatore               | Data nascita (età)         | Pres. | Reti | Squadra            |
| -- | ---- | ----------------------- | -------------------------- | ----- | ---- | ------------------ |
| 1  | P    | Hema                    | 28 maggio 1975 (37 anni)   |       |      | El Shams           |
| 2  | D    | Ahmed El-Agouz          | 21 maggio 1978 (34 anni)   |       |      | El Shams           |
| 3  | I    | Eslam Shalaby           | 1º dicembre 1989 (22 anni) |       |      | Misr El Makasa     |
| 4  | D    | Mohamed Edrees          | 6 gennaio 1981 (31 anni)   |       |      | Police             |
| 5  | D    | Bougy                   | 18 marzo 1987 (25 anni)    |       |      | El Shams           |
| 6  | I    | Mostafa Nader           | 14 ottobre 1984 (28 anni)  |       |      | Police             |
| 7  | D    | Ahmed Abou Serie        | 30 ottobre 1979 (33 anni)  |       |      | Mit Oqba           |
| 8  | PV   | Mizo                    | 15 ottobre 1985 (27 anni)  |       |      | El Shams           |
| 9  | PV   | Ramadan Samasry         | 11 luglio 1982 (30 anni)   |       |      | El Shams           |
| 10 | PV   | Islam El Darwj          | 3 agosto 1983 (29 anni)    |       |      | Police             |
| 11 | PV   | Ahmed Hussein           | 1º febbraio 1984 (28 anni) |       |      | Arab Contractors   |
| 12 | P    | Hussein Gharib          | 4 marzo 1978 (34 anni)     |       |      | Misr El Makasa     |
| 13 | D    | Islam Gamila            | 1º gennaio 1988 (24 anni)  |       |      | EL Behira Electric |
| 14 | PV   | Ahmed Mohamed Abellatif | 16 agosto 1982 (30 anni)   |       |      | Misr El Makasa     |

### Serbia
Allenatore:  Aca Kovačević
| N. | Pos. | Giocatore            | Data nascita (età)          | Pres. | Reti | Squadra               |
| -- | ---- | -------------------- | --------------------------- | ----- | ---- | --------------------- |
| 1  | P    | Miodrag Aksentijević | 22 luglio 1983 (29 anni)    |       |      | Ekonomac              |
| 2  | PV   | Stefan Rakić         | 22 novembre 1993 (18 anni)  |       |      | Ekonomac              |
| 3  | D    | Aleksandar Živanović | 24 luglio 1988 (24 anni)    |       |      | Marbo Intermezzo      |
| 4  | D    | Vladimir Milosavac   | 1º dicembre 1985 (26 anni)  |       |      | Marbo Intermezzo      |
| 5  | D    | Bojan Pavićević      | 20 ottobre 1975 (37 anni)   |       |      | Marbo Intermezzo      |
| 6  | PV   | Boris Čizmar         | 28 agosto 1984 (28 anni)    |       |      | Marbo Intermezzo      |
| 7  | PV   | Slobodan Janjić      | 17 febbraio 1987 (25 anni)  |       |      | Ekonomac              |
| 8  | PV   | Marko Pršić          | 13 settembre 1990 (22 anni) |       |      | Marbo Intermezzo      |
| 9  | PV   | Vladimir Lazić       | 19 giugno 1984 (28 anni)    |       |      | KMF Bečej             |
| 10 | PV   | Mladen Kocić         | 22 ottobre 1988 (24 anni)   |       |      | Ekonomac              |
| 11 | D    | Jovan Djordjević     | 27 aprile 1984 (28 anni)    |       |      | Futsal Klub Smederevo |
| 12 | P    | Aleksa Antonić       | 19 giugno 1981 (31 anni)    |       |      | Marbo Intermezzo      |
| 13 | D    | Vidan Bojović        | 27 giugno 1979 (33 anni)    |       |      | Ekonomac              |
| 14 | PV   | Slobodan Rajčević    | 28 febbraio 1985 (27 anni)  |       |      | Ekonomac              |

### Rep. Ceca
Allenatore:  Tomáš Neumann
| N. | Pos. | Giocatore      | Data nascita (età)         | Pres. | Reti | Squadra              |
| -- | ---- | -------------- | -------------------------- | ----- | ---- | -------------------- |
| 1  | P    | Jakub Zdánský  | 28 maggio 1986 (26 anni)   |       |      | Era-Pack Chrudim     |
| 2  | PV   | Tomáš Koudelka | 23 novembre 1990 (21 anni) |       |      | Era-Pack Chrudim     |
| 3  | D    | David Cupák    | 27 maggio 1989 (23 anni)   |       |      | Helas Brno           |
| 4  | PV   | Matěj Slováček | 8 ottobre 1990 (22 anni)   |       |      | Era-Pack Chrudim     |
| 5  | D    | Michal Kovács  | 17 aprile 1990 (22 anni)   |       |      | Tango Brno           |
| 6  | PV   | Jiří Novotný   | 12 luglio 1988 (24 anni)   |       |      | Bohemians 1905       |
| 7  | PV   | Lukáš Rešetár  | 28 aprile 1984 (28 anni)   |       |      | Era-Pack Chrudim     |
| 8  | PV   | Marek Kopecký  | 19 febbraio 1977 (35 anni) |       |      | Era-Pack Chrudim     |
| 9  | D    | David Frič     | 17 febbraio 1983 (29 anni) |       |      | Bohemians 1905       |
| 10 | PV   | Michal Seidler | 5 aprile 1990 (22 anni)    |       |      | Tango Brno           |
| 11 | PV   | Michal Belej   | 16 novembre 1982 (29 anni) |       |      | Tango Brno           |
| 12 | G5   | Libor Gerčák   | 22 luglio 1975 (37 anni)   |       |      | Nejzbach             |
| 13 | PV   | Zdeněk Sláma   | 28 dicembre 1982 (29 anni) |       |      | Bohemians 1905       |
| 14 | PV   | Jan Janovský   | 20 giugno 1985 (27 anni)   |       |      | Rekord Bielsko-Biała |

### Kuwait
Allenatore:  Luis Fonseca
| N. | Pos. | Giocatore              | Data nascita (età)         | Pres. | Reti | Squadra    |
| -- | ---- | ---------------------- | -------------------------- | ----- | ---- | ---------- |
| 1  | P    | Abdullah Hayah         | 19 dicembre 1986 (25 anni) |       |      | Al Kuwait  |
| 2  | D    | Mohammed Albedaih      | 22 agosto 1989 (23 anni)   |       |      | Al Salmiya |
| 3  | D    | Abdulrahman Almosabehi | 13 giugno 1989 (23 anni)   |       |      | Al Arabi   |
| 4  | PV   | Ahmad Alfarsi          | 30 ottobre 1989 (23 anni)  |       |      | Kazma      |
| 5  | D    | Hayat Hamad            | 24 dicembre 1986 (25 anni) |       |      | Al Yarmouk |
| 6  | PV   | Abdulrahman Alwadi     | 9 ottobre 1986 (26 anni)   |       |      | Qadsia     |
| 7  | PV   | Abdulrahman Altawail   | 3 febbraio 1991 (21 anni)  |       |      | Al Kuwait  |
| 8  | D    | Aman Salem             | 30 novembre 1981 (30 anni) |       |      | Khitan     |
| 9  | PV   | Ali Albutai            | 9 giugno 1983 (29 anni)    |       |      | Qadsia     |
| 10 | PV   | Shaker Almutairi       | 18 aprile 1986 (26 anni)   |       |      | Fehayheel  |
| 11 | D    | Abdullah Dabi          | 30 giugno 1988 (24 anni)   |       |      | Qadsia     |
| 12 | D    | Hamad Al Awadhi        | 9 febbraio 1989 (23 anni)  |       |      | Al Yarmouk |
| 13 | P    | Hani Mhsien            | 4 aprile 1989 (23 anni)    |       |      | Kazma      |
| 14 | PV   | Mohammad Mohammad      | 25 maggio 1989 (23 anni)   |       |      | Al Salmiya |

## Gruppo F

### Russia
Allenatore:  Sergej Skorovič
| N. | Pos. | Giocatore             | Data nascita (età)         | Pres. | Reti | Squadra       |
| -- | ---- | --------------------- | -------------------------- | ----- | ---- | ------------- |
| 1  | P    | Leonid Klimovskij     | 22 marzo 1983 (29 anni)    |       |      | Sibirjak      |
| 2  | PV   | Vladislav Šajachmetov | 25 agosto 1981 (31 anni)   |       |      | Dinamo Mosca  |
| 3  | D    | Nikolaj Pereverzev    | 15 dicembre 1986 (25 anni) |       |      | Tjumen'       |
| 4  | PV   | Dmitrij Prudnikov     | 6 gennaio 1988 (24 anni)   |       |      | Sinara        |
| 5  | I    | Sergej Sergeev        | 28 giugno 1983 (29 anni)   |       |      | Dinamo Mosca  |
| 6  | I    | Pavel Sučilin         | 18 ottobre 1985 (27 anni)  |       |      | Dinamo Mosca  |
| 7  | PV   | Pula                  | 2 dicembre 1980 (31 anni)  |       |      | Dinamo Mosca  |
| 8  | PV   | Éder Lima             | 29 giugno 1984 (28 anni)   |       |      | Gazprom Jugra |
| 9  | D    | Pavel Čistopolov      | 15 marzo 1984 (28 anni)    |       |      | Gazprom Jugra |
| 10 | PV   | Robinho               | 28 gennaio 1983 (29 anni)  |       |      | Gazprom Jugra |
| 11 | D    | Cirilo                | 20 gennaio 1980 (32 anni)  |       |      | Dinamo Mosca  |
| 12 | P    | Gustavo               | 5 febbraio 1979 (33 anni)  |       |      | Dinamo Mosca  |
| 13 | PV   | Aleksandr Fukin       | 26 marzo 1985 (27 anni)    |       |      | Dinamo Mosca  |
| 14 | D    | Nikolaj Mal'cev       | 15 aprile 1986 (26 anni)   |       |      | Dina Mosca    |

### Isole Salomone
Allenatore:  Dickson Kadu
| N. | Pos. | Giocatore        | Data nascita (età)         | Pres. | Reti | Squadra        |
| -- | ---- | ---------------- | -------------------------- | ----- | ---- | -------------- |
| 1  | P    | Anthony Talo     | 8 gennaio 1996 (16 anni)   |       |      | Central Kings  |
| 2  | I    | Paul Huia        | 1º marzo 1983 (29 anni)    |       |      | Brisolona      |
| 3  | D    | Elliot Ragomo    | 28 maggio 1990 (22 anni)   |       |      | Brisolona      |
| 4  | D    | George Stevenson | 7 febbraio 1992 (20 anni)  |       |      | G. Camp United |
| 5  | D    | Stanley Puairana | 24 agosto 1990 (22 anni)   |       |      | Brisolona      |
| 6  | PV   | Moffat Sikwaae   | 30 giugno 1990 (22 anni)   |       |      | Makuru         |
| 7  | PV   | James Egeta      | 10 agosto 1990 (22 anni)   |       |      | Marist         |
| 8  | I    | Jeffery Bule     | 15 novembre 1991 (20 anni) |       |      | Koloale        |
| 9  | PV   | Micah Lea'alafa  | 1º giugno 1991 (21 anni)   |       |      | Kossa          |
| 10 | PV   | Samuel Osifelo   | 15 marzo 1991 (21 anni)    |       |      | Kossa          |
| 11 | PV   | Coleman Makau    | 25 novembre 1992 (19 anni) |       |      | Boks           |
| 13 | D    | Mathias Saru     | 5 febbraio 1991 (21 anni)  |       |      | Real Kakamora  |
| 14 | PV   | Dickson Ramo     | 14 luglio 1990 (22 anni)   |       |      | Koloale        |

### Guatemala
Allenatore:  Eduardo Estrada
| N. | Pos. | Giocatore        | Data nascita (età)          | Pres. | Reti | Squadra       |
| -- | ---- | ---------------- | --------------------------- | ----- | ---- | ------------- |
| 1  | P    | Carlos Mérida    | 27 marzo 1978 (34 anni)     |       |      | Farmaceuticos |
| 2  | I    | Manuel Aristondo | 26 febbraio 1982 (30 anni)  |       |      | Glucosoral    |
| 3  | D    | Miguel Santizo   | 17 maggio 1985 (27 anni)    |       |      | Aquasistemas  |
| 4  | D    | José González    | 10 dicembre 1986 (25 anni)  |       |      | Glucosoral    |
| 5  | D    | Edgar Santizo    | 2 febbraio 1987 (25 anni)   |       |      | Aquasistemas  |
| 6  | PV   | Daniel Tejada    | 22 novembre 1986 (25 anni)  |       |      | Glucosoral    |
| 7  | PV   | Billy Pineda     | 7 ottobre 1986 (26 anni)    |       |      | Glucosoral    |
| 8  | I    | Armando Escobar  | 29 marzo 1991 (21 anni)     |       |      | Aquasistemas  |
| 9  | PV   | Walter Enriquez  | 13 marzo 1988 (24 anni)     |       |      | Aquasistemas  |
| 10 | PV   | Erick Acevedo    | 20 settembre 1980 (32 anni) |       |      | Glucosoral    |
| 11 | PV   | Alan Aguilar     | 2 dicembre 1989 (22 anni)   |       |      | Glucosoral    |
| 12 | P    | William Ramírez  | 2 febbraio 1980 (32 anni)   |       |      | Glucosoral    |
| 13 | D    | Estuardo de León | 6 luglio 1977 (35 anni)     |       |      | Glucosoral    |
| 14 | PV   | Edgar Macal      | 5 dicembre 1990 (21 anni)   |       |      | Deport        |

### Colombia
Allenatore:  Osmar Fonnegra
| N. | Pos. | Giocatore          | Data nascita (età)          | Pres. | Reti | Squadra             |
| -- | ---- | ------------------ | --------------------------- | ----- | ---- | ------------------- |
| 1  | P    | Juan Miguel Lozano | 17 settembre 1982 (30 anni) |       |      | Deportivo D'Martin  |
| 2  | D    | Johann Prado       | 16 ottobre 1984 (28 anni)   |       |      | Deportivo Lyon      |
| 3  | PV   | Luis Barreneche    | 13 gennaio 1986 (26 anni)   |       |      | Talento Dorado      |
| 4  | I    | Yefri Duque        | 24 marzo 1992 (20 anni)     |       |      | Deportivo Meta      |
| 5  | D    | Jose Quiroz        | 11 ottobre 1985 (27 anni)   |       |      | Barranquilla Futsal |
| 6  | PV   | Miguel Sierra      | 13 aprile 1983 (29 anni)    |       |      | Caracas Futsal      |
| 7  | I    | Jhonathan Toro     | 21 marzo 1988 (24 anni)     |       |      | Deportivo Tachira   |
| 8  | D    | Jorge Abril        | 26 luglio 1987 (25 anni)    |       |      | Caracas Futsal      |
| 9  | I    | Andres Reyes       | 24 novembre 1988 (23 anni)  |       |      | Deportivo Tachira   |
| 10 | I    | Angellot Caro      | 3 dicembre 1988 (23 anni)   |       |      | Trujillanos Futsal  |
| 11 | I    | Alejandro Serna    | 10 settembre 1986 (26 anni) |       |      | Manizales Lineal    |
| 12 | P    | Carlos Ñáñez       | 15 dicembre 1984 (27 anni)  |       |      | Deportivo Lyon      |
| 13 | PV   | Diego Barney       | 25 agosto 1993 (19 anni)    |       |      | Deportivo Meta      |
| 14 | I    | Yeisson Fonnegra   | 19 aprile 1992 (20 anni)    |       |      | Talento Dorado      |